# Хитёв, Михаил Дмитриевич
Хитёв Михаил Дмитриевич — полный кавалер ордена Славы.
Родился 12 сентября 1919 г. в с. Бишбатман (ныне — в Зеленодольском районе Татарстана) в семье крестьянина. Русский. Член КПСС с июля 1944 г. Образование начальное. Трудился в колхозе. В Красной Армии с 1939 г.
В боях Великой Отечественной войны с июня 1941 г. Наводчик орудия 32-го гвардейского артиллерийского полка (13-я гвардейская стрелковая дивизия, 5-я гвардейская армия, 2-й Украинский фронт) гвардии ефрейтор Хитёв 5—6.01.1944, отражая танковые атаки противника в районе населённого пункта Ново-Николаевка (Запорожская область), вместе с расчётом орудия прямой наводкой вывел из строя 2 танка и 3 бронетранспортёра. 19.01.1944 награждён орденом Славы 3-й степени. 9.02—12.03.1944 в боях близ сёл Шпаково, Кениш, Квитка и хутора Шевченко (Кировоградская обл.) артиллеристы с наводчиком гвардии сержантом Хитёвым, ведя огонь с открытых позиций, подбили танк, 2 бронетранспортёра, 4 автомашины, пушку, разрушили 2 блиндажа, чем способствовали продвижению вперёд стрелковых подразделений. 18.5.1944 награждён орденом Славы 2-й степени. Командир орудия гвардии старший сержант Хитёв, сражаясь в составе 1-го Украинского фронта близ населённых пунктов в районе г. Бреслау (ныне Вроцлав, Польша), со своими подчинёнными 27.01 — 19.02.1945 огнём с открытых позиций уничтожил 2 противотанковых орудия, подавил более 10 пулемётных точек, уничтожил и рассеял до взвода пехоты противника, чем содействовал захвату опорных пунктов. 27.6.1945 награждён орденом Славы 1-й степени.
В 1946 г. демобилизован. Вернулся в родное село. С 1948 г. проживал в пгт. Любашёвка Одесской области (Украина). Работал плотником. Награждён орденом Отечественной войны 1-й степени, медалями.